# Phalaris
Phalaris (tiếng Hy Lạp: Φάλαρις) là bạo chúa xứ Acragas (còn gọi là thành bang Agrigentum) ở đảo Sicilia, cai trị từ khoảng năm 570 đến 554 trước Công nguyên.

## Tiểu sử
Phalaris không rõ năm sinh chỉ biết là ông sinh ở đảo Crete, sau đó di chuyển đến ở Agrigentum (đảo Sicilia, thuộc nước Ý hiện nay). ban đầu ông được dân chúng giao phó cho việc xây dựng đền thờ thần Zeus Atabyrius trong thành bang và đã lợi dụng vị trí này mà dần thâu tóm quyền hành lên làm bạo chúa. Tuy vậy cũng có thuyết nói là nhờ thời cuộc và mưu trí mà ông đã lập nên sự nghiệp rồi được dân chúng tín nhiệm bầu làm người cai trị thành bang; ít lâu sau khi đã nắm trọn quyền hành thì Phalaris dần trở thành một tên bạo chúa khét tiếng, cai trị dân chúng bằng những chính sách cực kỳ bạo ngược.
Nhờ sự chuyên chính ấy đã giúp Phalaris nắm vững chính quyền trong suốt gần 20 năm (570-554 TCN), để củng cố thế lực của mình, tên bạo chúa còn bắt dân chúng phải chịu sưu cao thuế nặng cũng như ra sức chiếm đoạt đất đai của họ rồi đem phân phát cho họ hàng thân thích cùng đám thuộc hạ thân tín, chưa kể đến việc tiêu tốn tiền của để xây dựng các lâu đài, đồn lũy, đền đài và dinh thự xa hoa.
Càng nhiều quyền thế, Phalaris càng trở nên tàn bạo và không còn biết nghe lời khuyên bảo nào nữa. Bất kỳ ai chống đối và chỉ trích chính sách tàn bạo của ông đều bị bắt bỏ tù, tra tấn hoặc giết chết; kể cả nhà hiền triết Zenon rất được mọi người mến mộ thời đó, cũng bị buộc tội vì dám can gián tên bạo chúa. Bên cạnh đó chung quanh Phalaris cũng có nhiều tên nịnh thần ra sức tâng bốc khiến tên bạo chúa càng ngày càng trở nên hống hách, tàn bạo hơn. Tuy cai trị hà khắc thế nhưng dưới thời Phalaris, Agrigentum dường như đã đạt được sự thịnh vượng đáng kể. Đó là nhờ công lao của ông trong việc chỉnh trang thành phố như cung cấp nguồn nước, xây cất những công trình rực rỡ và gia cố tường thành vững chắc, lại còn tăng cường luyện tập quân đội để bảo vệ thành bang tránh khỏi nạn ngoại xâm. Trên bờ biển phía bắc của hòn đảo, đa số người dân Himera đều bầu ông với quyền lực tuyệt đối, bất chấp những lời cảnh báo của nhà thơ Stesichorus.
Theo bộ bách khoa toàn thư Suda thì Phalaris đã thành công trong việc biến mình thành chủ nhân của toàn bộ hòn đảo. Về sau vì dân chúng càng ngày càng khổ cực và uất ức vì bị áp bức bất công nên đã vùng lên lật đổ Phalaris trong một cuộc nổi dậy dưới sự lãnh đạo của Telemachus, tổ tiên của Theron (một bạo chúa cai trị khoảng 488-472 TCN), tên bạo chúa cố gắng chạy trốn nhưng đã bị đám dân chúng công phẫn cực độ mau chóng xông vào dinh bắt giữ và đem đi thiêu cháy trong chính con bò đồng của mình.

## Tai tiếng tra tấn

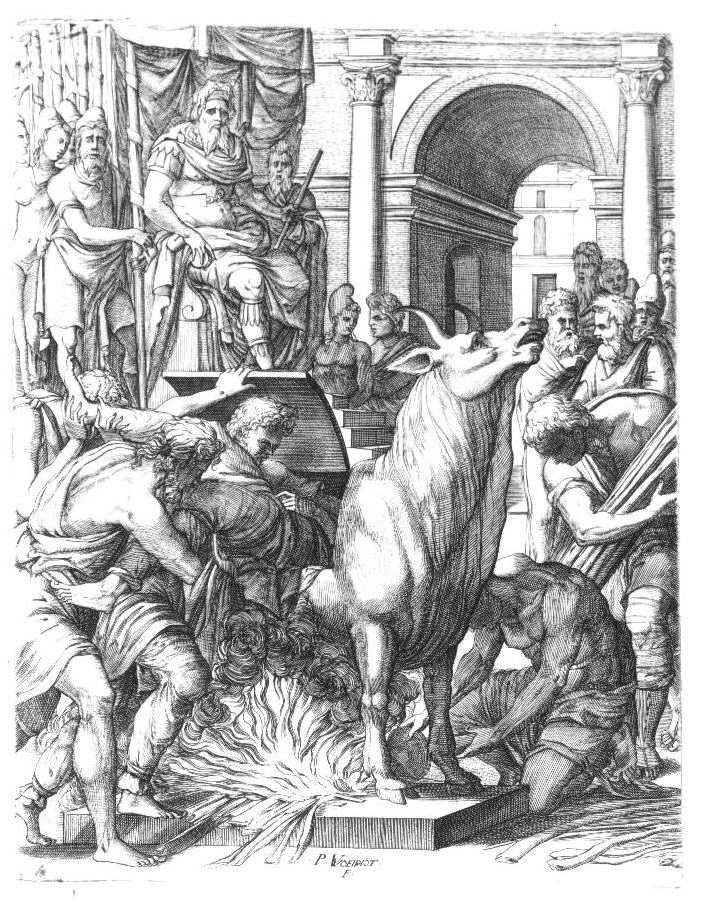
Hình vẽ cảnh Phalaris xử tử Perillos bằng chính dụng cụ tra tấn con bò đồng do ông sáng chế ra.

Phalaris nổi tiếng vì sự tàn ác quá mức đối với việc bỏ tù và tra khảo nạn nhân để bắt khai ra những tên đồng đảng chống đối tên bạo chúa. Trong số những hành động tàn bạo của ông được đưa ra là thú ăn thịt người như ăn thịt trẻ sơ sinh bú mẹ hay mổ bụng những phụ nữ có thai để lấy thai nhi ra làm món nhắm thưởng thức.
Ngoài ra Phalaris còn được biết đến với dụng cụ tra tấn khốc liệt là con bò đồng (Brazen Bull), đây là một bức tượng con bò đực được đúc bằng đồng, rỗng bên trong, với kích thước tương đương bò thật. Nạn nhân sẽ được nhét vào trong thân con bò này, sau khi đã bị cắt lưỡi. Sau đó cửa sẽ được chốt lại, và lửa được đốt xung quanh con bò. Bị nhốt ở bên trong, nạn nhân sẽ đau đớn quằn quại dưới cái nóng thiêu đốt, quẫy đạp và kêu thét trong tuyệt vọng. Những chuyển động và âm thanh phía trong con bò làm cho nó có vẻ có sức sống, giống y như một con bò thật, tạo một hiệu ứng thú vị để tiêu khiển cho những khán giả xung quanh; thêm nữa, hình thức tra tấn này sẽ khiến họ không cảm thấy sự tàn bạo bởi vì họ không thực sự nhìn thấy nạn nhân đang bị tra tấn.
Về xuất xứ con bò đồng, người ta cho rằng dụng cụ tra tấn này được một người Hy Lạp tên Perillos vốn là một thợ đúc đồng sống ở thành Athena thiết kế ra và dâng lên cho Phalaris. Mong đợi rằng sẽ được thưởng công xứng đáng với phát minh, thay vào đó, Perillus lại trở thành "vật thí nghiệm" đầu tiên bị tên bạo chúa sai người nhét vào con bò của chính mình.
Cũng có thuyết khác kể rằng tương truyền một kẻ nịnh thần tên là Bedilos nghĩ ra một khổ hình để giết những người mà bạo chúa không ưa. Anh ta làm một con bò mộng bằng đồng, bụng rỗng có thể đút vừa một người vào trong đó rồi nung nóng lên để xử tội. Bạo chúa thấy sáng kiến đó rất tốt để ông trừng trị những kẻ nào dám chống đối việc cai trị tàn bạo của ông. Nhưng bạo chúa này cũng có tính quái gở như thường thấy nơi các bạo chúa. Ông liền bảo Bedilos là người có công sáng chế ra một khí cụ tuyệt vời như vậy, sẽ được vinh dự thử nghiệm trước. Bạo chúa ngay lập tức sai người đem nhốt Bedilos vào trong bụng con bò đồng và nung lên. Thế là kẻ nịnh thần Bedilos phải lãnh khổ hình trước tiên. Tiếp theo là bao nhiêu người khác mà bạo chúa ghen ghét đều bị giết như vậy. Để tăng phần cho đốt lửa chầm chậm để nung con bò đồng, có ý cho người bị tử hình trong đó phải chết đau đớn từ từ và phải la hét lên những tiếng khủng khiếp để răn đe kẻ khác. Còn Phalaris thì khoái trá khi nghe những tiếng rên la đau đớn khủng khiếp đó.
Một số học giả vào đầu thế kỷ 20 đã đề ra một sự kết nối giữa con bò đồng của Phalaris với hình ảnh con bò trong nghi lễ thờ cúng của người Phoenicia (như hình tượng con bò vàng trong Kinh Thánh), từ đó họ đưa ra giả thuyết về một sự tiếp nối của tập tục hiến tế người sống ở phương Đông. Ý tưởng này về sau đã bị giới học giả bác bỏ. Câu chuyện về con bò không thể coi là vật phát minh thuần túy. Nhà thơ trữ tình Pindar sống ở một thế kỷ sau cho rằng đó cốt chỉ để liên tưởng dụng cụ tra tấn này với tên bạo chúa.
Hơn nữa chắc chắn là đã từng có một con bò đồng tại Agrigentum được người Carthage tạo ra. Rồi về sau nó bị Scipio Già chiếm lấy và trả lại cho Agrigentum khoảng năm 200 TCN. Cũng có thể là Scipio Trẻ đã trả lại con bò này cùng một số tác phẩm nghệ thuật bị đánh cắp khác cho những thành bang bản địa trên đảo Sicilia, sau khi quân La Mã dưới quyền ông đã hủy diệt hoàn toàn Carthage khoảng năm 146 TCN, kết thúc cuộc chiến tranh Punic lần thứ ba.   